# Xã Union, Quận Black Hawk, Iowa
Xã Union (tiếng Anh: Union Township) là một xã thuộc quận Black Hawk, tiểu bang Iowa, Hoa Kỳ. Năm 2010, dân số của xã này là 881 người.